# Xã Arlone, Quận Pine, Minnesota
Xã Arlone (tiếng Anh: Arlone Township) là một xã thuộc quận Pine, tiểu bang Minnesota, Hoa Kỳ. Năm 2010, dân số của xã này là 358 người.